# OPN1LW
OPN1LW (англ. Opsin 1 (cone pigments), medium-wave-sensitive (color blindness, deutan)) – білок, який кодується однойменним геном, розташованим у людей на X-хромосомі. Довжина поліпептидного ланцюга білка становить 359 амінокислот, а молекулярна маса — 40 218.
| 10         |  | 20         |  | 30         |  | 40         |  | 50         |
| ---------- |  | ---------- |  | ---------- |  | ---------- |  | ---------- |
| MAQRLTGEQT |  | LDHYEDSTHA |  | SIFTYTNSNS |  | TKGPFEGPNY |  | HIAPRWVYHL |
| TSTWMILVVV |  | ASVFTNGLVL |  | AATMRFKKLR |  | HPLNWILVNL |  | AVADLAETII |
| ASTISVVNQI |  | YGYFVLGHPL |  | CVIEGYIVSL |  | CGITGLWSLA |  | IISWERWLVV |
| CKPFGNVRFD |  | AKLATVGIVF |  | SWVWAAIWTA |  | PPIFGWSRYW |  | PYGLKTSCGP |
| DVFSGTSYPG |  | VQSYMMVLMV |  | TCCIFPLSII |  | VLCYLQVWLA |  | IRAVAKQQKE |
| SESTQKAEKE |  | VTRMVVVMVF |  | AYCLCWGPYT |  | FFACFATAHP |  | GYAFHPLVAS |
| LPSYFAKSAT |  | IYNPIIYVFM |  | NRQFRNCILH |  | LFGKKVDDSS |  | ELSSTSKTEV |
| SSVSSVSPA  |  |            |  |            |  |            |  |            |

A: Аланін

C: Цистеїн

D: Аспарагінова кислота

E: Глутамінова кислота

F: Фенілаланін

G: Гліцин

H: Гістидин

I: Ізолейцин

K: Лізин

L: Лейцин

M: Метіонін

N: Аспарагін

P: Пролін

Q: Глутамін

R: Аргінін

S: Серин

T: Треонін

V: Валін

W: Триптофан

Кодований геном білок за функціями належить до рецепторів, g-білокспряжених рецепторів, білків внутрішньоклітинного сигналінгу, фосфопротеїнів. 
Білок має сайт для зв'язування з хромофором. 
Локалізований у мембрані.